# Consul suffectus
A consul suffectusok az ókori Róma alkalmi főtisztviselői voltak. Amennyiben az eredetileg megválasztott és beiktatott consulok, az úgynevezett consul ordinariusok valamelyike hivatali évében elhunyt, esetleg méltatlanná vált a pozícióra, a senatus kinevezett helyette egy consul suffectust. A pozíció betöltése a köztársaságkor végétől folyamatosan változó jelleget mutat.
A második triumvirátus idején (i. e. 43–i. e. 32) szokássá vált egyszerre kettőnél több, de mindig páros számú consult választani, akik váltották egymás. Augustus uralkodása alatt, i. e. 5-től előre kineveztek két consulpárt, akik fél-fél évig töltötték be a hivatalt. Ebben a formájában nem teljesen fedi a consul suffectus eredeti jelentését, ami a consuli tisztség presztízsének csökkenésével járt, de különösen a consul suffectusi hivatal vált társadalmilag kevésbé jelentőssé.
A császárkorban – tekintve, hogy a consuli magistratura elvesztette súlyát – az a gyakorlat állandósult, hogy a consul ordinariusok csak az év első néhány hónapjában maradtak hivatalban, az ő nevükkel keltek a hivatalos dokumentumok is, az év többi részében a „helyettes consulok” viselték a címet. A már kinevezett, a következő évben őket követő consulokat is consul suffectusnak nevezték.